# Моквин (Малолюбашанская сельская община)
Моквин (укр. Моквин) — село в Малолюбашанской сельской общине Ровненского района Ровненской области Украины.
До 2020 года входило в Костопольский район.
Население по переписи 2001 года составляло 196 человек. Почтовый индекс — 35031. Телефонный код — 3657. Код КОАТУУ — 5623485403.